# Scaphiella simla
Scaphiella simla là một loài nhện trong họ Oonopidae.
Loài này thuộc chi Scaphiella. Scaphiella simla được Arthur M. Chickering miêu tả năm 1968.